# Psyco - 20 anni di canzoni
Psyco - 20 anni di canzoni è una raccolta del cantante Samuele Bersani pubblicata per l'etichetta Sony Music. Contiene due inediti, tra cui il brano presentato alla sessantaduesima edizione del Festival di Sanremo, intitolata Un pallone. Contiene 28 brani e 2 cd. Dopo la partecipazione al festival, parte anche il tour, allegato anche all'album.

## Tracce
Le tracce sono le seguenti:
CD1
1. Un pallone - 3:39 (Samuele Bersani) - inedito
2. Psyco - 4:02 (Samuele Bersani) - inedito
3. Replay - 4:22
4. Cattiva - 4:25
5. Lascia stare - 3:38
6. Lo scrutatore non votante - 3:29
7. Una delirante poesia - 4:18
8. Pensandoti - 2:27
9. Chicco e Spillo - 4:17
10. Ferragosto - 3:48
11. Occhiali rotti - 4:33
12. Il mostro - 5:10
13. Se ti convincerai - 3:20
14. Sogni - 3:32

CD2
1. Giudizi universali - 3:55
2. Meraviglia - 4:17
3. Sicuro precariato - 4:32
4. Che vita - 4:21
5. Le mie parole - 3:21
6. Un periodo pieno di sorprese - 4:10
7. Valzer nello spazio - 3:34
8. Concerto - 3:40
9. Spaccacuore - 4:24
10. Chiedimi se sono felice - 2:44
11. Pesce d'aprile - 4:00
12. Il pescatore di asterischi - 4:53
13. Freak - 3:53
14. Caramella smog - 4:01

## Classifiche
| Paese  | Posizione massima |
| ------ | ----------------- |
| Italia | 17                |